# Campeonato Mundial de Patinação Artística no Gelo de 1990
O Campeonato Mundial de Patinação Artística no Gelo de 1990 foi a octogésima edição do Campeonato Mundial de Patinação Artística no Gelo, um evento anual de patinação artística no gelo organizado pela União Internacional de Patinação (em inglês:  International Skating Union) onde os patinadores artísticos competem pelo título de campeão mundial. A competição foi disputada entre os dias 6 de março e 11 de março, na cidade de Halifax, Nova Escócia, Canadá.

## Eventos
- Individual masculino
- Individual feminino
- Duplas
- Dança no gelo

## Medalhistas
| Evento                        | Ouro                                                  | Prata                                        | Bronze                                                 |
| Individual masculino detalhes | Kurt Browning · Canadá                                | Viktor Petrenko · União Soviética            | Christopher Bowman · Estados Unidos                    |
| Individual feminino detalhes  | Jill Trenary · Estados Unidos                         | Midori Ito · Japão                           | Holly Cook · Estados Unidos                            |
| Duplas detalhes               | Ekaterina Gordeeva · Sergei Grinkov · União Soviética | Isabelle Brasseur · Lloyd Eisler · Canadá    | Natalia Mishkutenok · Artur Dmitriev · União Soviética |
| Dança no gelo detalhes        | Marina Klimova · Sergei Ponomarenko · União Soviética | Isabelle Duchesnay · Paul Duchesnay · França | Maya Usova · Aleksandr Zhulin · União Soviética        |

## Resultados

### Individual masculino
| Pos.                                | Nome                   | Nacionalidade      | Pontos |
| ----------------------------------- | ---------------------- | ------------------ | ------ |
| Medalha de ouro                     | Kurt Browning          | Canadá             |        |
| Medalha de prata                    | Viktor Petrenko        | União Soviética    |        |
| Medalha de bronze                   | Christopher Bowman     | Estados Unidos     |        |
| 4                                   | Grzegorz Filipowski    | Polônia            |        |
| 5                                   | Todd Eldredge          | Estados Unidos     |        |
| 6                                   | Petr Barna             | Tchecoslováquia    |        |
| 7                                   | Richard Zander         | Alemanha Ocidental |        |
| 8                                   | Viacheslav Zagorodniuk | União Soviética    |        |
| 9                                   | Elvis Stojko           | Canadá             |        |
| 10                                  | Paul Wylie             | Estados Unidos     |        |
| 11                                  | Michael Slipchuk       | Canadá             |        |
| 12                                  | Cameron Medhurst       | Austrália          |        |
| 13                                  | Oliver Höner           | Suíça              |        |
| 14                                  | Philippe Candeloro     | França             |        |
| 15                                  | Jung Sung-Il           | Coreia do Sul      |        |
| 16                                  | Alessandro Riccitelli  | Itália             |        |
| 17                                  | András Száraz          | Hungria            |        |
| 18                                  | Steven Cousins         | Reino Unido        |        |
| 19                                  | Ralph Burghart         | Áustria            |        |
| 20                                  | Oula Jääskeläinen      | Finlândia          |        |
| Não avançaram para o programa livre |                        |                    |        |
| 21                                  | Mirko Eichhorn         | Alemanha Oriental  |        |
| 22                                  | Peter Johansson        | Suécia             |        |
| 23                                  | Lars Dresler           | Dinamarca          |        |
| 24                                  | Tatsuya Fujii          | Japão              |        |
| 25                                  | Jan Erik Digernes      | Noruega            |        |
| 26                                  | Cornel Gheorghe        | Romênia            |        |
| 27                                  | Alcuin Schulten        | Países Baixos      |        |
| 28                                  | David Liu              | Taipé Chinesa      |        |
| 29                                  | Stephen Carr           | Austrália          |        |
| 30                                  | Alexandre Geers        | Bélgica            |        |
| 31                                  | Alexander Mladenov     | Bulgária           |        |

### Individual feminino
| Medalha de ouro                     | Jill Trenary       | Estados Unidos     |  |
| Medalha de prata                    | Midori Ito         | Japão              |  |
| Medalha de bronze                   | Holly Cook         | Estados Unidos     |  |
| 4                                   | Kristi Yamaguchi   | Estados Unidos     |  |
| 5                                   | Natalia Lebedeva   | União Soviética    |  |
| 6                                   | Lisa Sargeant      | Canadá             |  |
| 7                                   | Patricia Neske     | Alemanha Ocidental |  |
| 8                                   | Evelyn Großmann    | Alemanha Oriental  |  |
| 9                                   | Surya Bonaly       | França             |  |
| 10                                  | Marina Kielmann    | Alemanha Ocidental |  |
| 11                                  | Tamara Téglássy    | Hungria            |  |
| 12                                  | Junko Yaginuma     | Japão              |  |
| 13                                  | Beatrice Gelmini   | Itália             |  |
| 14                                  | Yuka Sato          | Japão              |  |
| 15                                  | Tanja Krienke      | Alemanha Oriental  |  |
| 16                                  | Sabine Contini     | Itália             |  |
| 17                                  | Lily Lyoonjung Lee | Coreia do Sul      |  |
| 18                                  | Željka Čižmešija   | Iugoslávia         |  |
| 19                                  | Helene Persson     | Suécia             |  |
| 20                                  | Anisette Torp-Lind | Dinamarca          |  |
| Não avançaram para o programa curto |                    |                    |  |
| 21                                  | Laetitia Hubert    | França             |  |
| 22                                  | Emma Murdoch       | Reino Unido        |  |
| 23                                  | Mirjam Wehrli      | Suíça              |  |
| 24                                  | Marcela Kochollova | Tchecoslováquia    |  |
| 25                                  | Nathalie Crothers  | Austrália          |  |
| 26                                  | Mari Niskanen      | Finlândia          |  |
| 27                                  | Milena Marinovich  | Bulgária           |  |
| 28                                  | Sandrine Goes      | Bélgica            |  |
| 29                                  | Diana Marcos       | México             |  |

### Duplas
| Pos.              | Nome                                  | Nacionalidade      | Pontos |
| ----------------- | ------------------------------------- | ------------------ | ------ |
| Medalha de ouro   | Ekaterina Gordeeva / Sergei Grinkov   | União Soviética    |        |
| Medalha de prata  | Isabelle Brasseur / Lloyd Eisler      | Canadá             |        |
| Medalha de bronze | Natalia Mishkutenok / Artur Dmitriev  | União Soviética    |        |
| 4                 | Larisa Selezneva / Oleg Makarov       | União Soviética    |        |
| 5                 | Kristi Yamaguchi / Rudy Galindo       | Estados Unidos     |        |
| 6                 | Christine Hough / Doug Ladret         | Canadá             |        |
| 7                 | Mandy Wötzel / Axel Rauschenbach      | Alemanha Oriental  |        |
| 8                 | Radka Kovaříková / René Novotný       | Tchecoslováquia    |        |
| 9                 | Cindy Landry / Lyndon Johnston        | Canadá             |        |
| 10                | Peggy Schwarz / Alexander König       | Alemanha Oriental  |        |
| 11                | Natasha Kuchiki / Todd Sand           | Estados Unidos     |        |
| 12                | Anuschka Gläser / Stefan Pfrengle     | Alemanha Ocidental |        |
| 13                | Sharon Carz / Doug Williams           | Estados Unidos     |        |
| 14                | Henriette Worner / Andreas Sigurdsson | Alemanha Ocidental |        |
| 15                | Catherine Barker / Michael Aldred     | Reino Unido        |        |
| 16                | Danielle Carr / Stephen Carr          | Austrália          |        |

### Dança no gelo
| Pos.                           | Nome                                        | Nacionalidade      | Pontos |
| ------------------------------ | ------------------------------------------- | ------------------ | ------ |
| Medalha de ouro                | Marina Klimova / Sergei Ponomarenko         | União Soviética    |        |
| Medalha de prata               | Isabelle Duchesnay / Paul Duchesnay         | França             |        |
| Medalha de bronze              | Maya Usova / Alexander Zhulin               | União Soviética    |        |
| 4                              | Susan Wynne / Joseph Druar                  | Estados Unidos     |        |
| 5                              | Pasha Grishuk / Evgeni Platov               | União Soviética    |        |
| 6                              | Susanna Rahkamo / Petri Kokko               | Finlândia          |        |
| 7                              | Jo Anne Borlase / Martin Smith              | Canadá             |        |
| 8                              | April Sargent / Russ Witherby               | Estados Unidos     |        |
| 9                              | Michelle McDonald / Mark Mitchell           | Canadá             |        |
| 10                             | Stefania Calegari / Pasquale Camerlengo     | Itália             |        |
| 11                             | Ivana Strondalova / Milan Brzy              | Tchecoslováquia    |        |
| 12                             | Isabelle Sarech / Xavier Debernis           | França             |        |
| 13                             | Małgorzata Grajcar / Andrzej Dostatni       | Polônia            |        |
| 14                             | Anna Croci / Luca Mantovani                 | Itália             |        |
| 15                             | Monika Mandikova / Oliver Pekar             | Tchecoslováquia    |        |
| 16                             | Regina Woodward / Csaba Szentpéteri         | Hungria            |        |
| 17                             | Lynn Burton / Andrew Place                  | Reino Unido        |        |
| 18                             | Christelle Gauthier / Alberick Dalongeville | França             |        |
| 19                             | Kaoru Takino / Kenji Takino                 | Japão              |        |
| WD                             | Klára Engi / Attila Tóth                    | Hungria            |        |
| Não avançaram para dança livre |                                             |                    |        |
| 21                             | Ann Hall / Jason Blomfield                  | Reino Unido        |        |
| 22                             | Petra Zietemann / Frank Ladd-Oshiro         | Alemanha Ocidental |        |
| 23                             | Krisztina Kerekes / Gabor Kolescanszky      | Hungria            |        |
| 24                             | Diane Gerencser / Bernard Columberg         | Suíça              |        |
| 25                             | Monica MacDonald / Duncan Smart             | Austrália          |        |
| 26                             | Petia Gavazova / Nikolai Tonev              | Bulgária           |        |

## Quadro de medalhas
| Ordem | País            | Medalha de ouro | Medalha de prata | Medalha de bronze |    | Ordem por total |
| ----- | --------------- | --------------- | ---------------- | ----------------- | -- | --------------- |
| 1     | União Soviética | 2               | 1                | 2                 | 5  | 1               |
| 2     | Canadá          | 1               | 1                |                   | 2  | 3               |
| 3     | Estados Unidos  | 1               |                  | 2                 | 3  | 2               |
| 4     | França          |                 | 1                |                   | 1  | 4               |
| 4     | Japão           |                 | 1                |                   | 1  | 4               |
| TOTAL | TOTAL           | 4               | 4                | 4                 | 12 | —               |